# Centaurium
ne pas confondre avec les espèces de la famille des Astéracées du genre Centaurea
Genre
Classification APG III (2009)
Centaurium (les petites centaurées) est un genre de petites plantes herbacées à fleurs roses ou jaunes de la famille des Gentianacées.

## Principales espèces
Flore européenne :
- Centaurium chloodes (Brot.) Samp.
- Centaurium erythraea Rafn - Petite centaurée commune
- Centaurium favargeri Zeltner
- Centaurium maritimum (L.) Fritsch - Petite centaurée maritime
- Centaurium pulchellum (Sw.) Druce - Petite centaurée délicate
- Centaurium scilloides (L.f.) Samp.
- Centaurium spicatum (L.) Fritsch
- Centaurium tenuiflorum (Hoffmanns. & Link) Fritsch
- Centaurium littorale (Turner) Gilmour - Petite centaurée du littoral

Selon NCBI (2 sept. 2010) :
- Centaurium barrelieri
- Centaurium bianoris
- Centaurium cachanlahuen
- Centaurium capense
- Centaurium capitatum
- Centaurium centaurioides
- Centaurium chloodes
- Centaurium erythraea
- Centaurium erythraea × Centaurium littorale
- Centaurium favargeri
- Centaurium floribundum
- Centaurium gypsicola
- Centaurium littorale
- Centaurium mairei
- Centaurium majus
- Centaurium malzacianum
- Centaurium maritimum
- Centaurium pulchellum
- Centaurium scilloides
- Centaurium serpentinicola
- Centaurium somedanum
- Centaurium suffruticosum
- Centaurium tenuiflorum
- Centaurium turcicum
- Centaurium uliginosum

Selon ITIS (2 oct. 2016) :
- Centaurium blumbergianum B.L. Turner
- Centaurium erythraea Rafn
- Centaurium littorale (Turner) Gilmour
- Centaurium pulchellum (Sw.) Hayek ex Hand.-Mazz., Stadlm., Janch. & Faltis
- Centaurium tenuiflorum (Hoffmanns. & Link) Fritsch
- Centaurium texense (Griseb.) Fernald